# エマ＝ジェーン・ウィルソン
エマ=ジェーン・ウィルソン（Emma-Jayne Wilson、1981年9月1日 - ）はカナダの女性騎手。オンタリオ州ブランプトン出身。ウッドバイン競馬場を拠点としている。

## 来歴
9歳の時に乗馬を始める。ゲルフ大学ケンプヴィル校で馬学を学んだ後、競走馬の生産牧場に就職。その後トロントのウッドバイン競馬場で調教助手となり、2年後、見習い騎手の免許を取得した。初騎乗は2004年8月27日にフォートエリー競馬場で迎え、翌28日に初勝利を挙げた。翌2005年に大躍進。9月にクラシックスタンプでカナディアンオークス（G2）を制し、年間180勝、獲得賞金およそ630万ドルという、アメリカも含めた北米の全見習い騎手中トップの成績を挙げ、この年カナダ競馬の年度表彰ソヴリン賞およびアメリカのエクリプス賞で、最優秀見習い騎手のタイトルを受賞した。
2006年にはイギリスの女性騎手で、こちらも見習い騎手として活躍するヘイリー・ターナーと共に、女性騎手として史上初めてシャーガーカップに出場した。年度末には2年連続でソヴリン賞最優秀見習い騎手を受賞している。翌2007年6月24日にはマイクフォックスに騎乗し、女性騎手として史上初めてカナダのダービーにあたるクイーンズプレートを制覇した。12月には香港ジョッキークラブの招待を受け、やはり女性騎手として初めてインターナショナルジョッキーズチャンピオンシップに参戦し、総合6位の成績を残した。
2008年1月、香港ジョッキークラブの短期免許を取得。

### 獲得タイトル
- ソヴリン賞最優秀見習い騎手2回（2005年、2006年）
- エクリプス賞最優秀見習い騎手（2005年）

## 主な騎乗馬
- マイクフォックス/Mike Fox（2007年 クイーンズプレート）
- クラシックスタンプ/Classic Stamp（2005年 カナディアンオークス）